# Goiginus howdeni
Goiginus howdeni är en skalbaggsart som beskrevs av S. Endrödi 1982. Goiginus howdeni ingår i släktet Goiginus och familjen Aphodiidae. Inga underarter finns listade i Catalogue of Life.